# Inge Morath
Ingeborg Hermine (Inge) Morath (Graz, 27 mei 1923 – New York, 30 januari 2002) was een Oostenrijkse fotografe. In 1953 begon ze als assistent bij het agentschap Magnum Photos. Vanaf 1955 was ze als volwaardig lid aangesloten bij het agentschap, als eerste vrouw ooit. Morath was de derde echtgenote van de met de Pulitzerprijs bekroonde toneelschrijver Arthur Miller, met wie ze samen boeken uitbracht. Hun dochter is scenarioschrijver/regisseur Rebecca Miller.

## Vroege jaren: 1923–1945
Morath werd geboren in Graz, als dochter van Mathilde (Wiesler) en Edgar Morath. Vanwege het werk van haar ouders, die beide wetenschappers waren en aan verschillende laboratoria en universiteiten werkten, reisde Morath in haar jeugd door heel Europa. Ze volgde haar schoolopleiding aan Franstalige scholen maar verhuisde in de jaren dertig met haar familie naar Darmstadt, en vervolgens naar Berlijn, waar Moraths vader een laboratorium leidde. Haar ouders sympathiseerden met de Nazi's.
Moraths eerste kennismaking met avant-gardekunst was de reizende tentoonstelling Entartete Kunst, die in 1937 door de NSDAP werd georganiseerd, met als doel de publieke opinie tegen moderne kunst op te hitsen. "Ik vond een aantal van deze schilderijen opwindend en werd verliefd op Franz Marcs 'Blue Horse', schreef Morath later. "Alleen negatieve opmerkingen waren toegestaan, en zo begon een lange periode van zwijgen en het verbergen van gedachten."
Na het afronden van de middelbare school slaagde Morath voor het Abitur. Hierna moest ze eerst zes maanden dienst doen aan de Reichsarbeitsdienst voordat ze naar de Humboldtuniversiteit in Berlijn kon gaan. Tijdens de Tweede Wereldoorlog studeerde Morath aan de universiteit talen. Ze leerde vloeiend Frans, Engels en Roemeens spreken, naast haar moedertaal Duits. Later leerde ze ook Spaans, Russisch en een Chinese taal. "Ik studeerde waar ik een rustige ruimte kon vinden, op de universiteit en in de metrostations die als schuilkelders dienden. Ik sloot me niet aan bij de studentenvereniging."
Tegen het einde van de Tweede Wereldoorlog werd Morath opgeroepen voor dienst in een fabriek in Tempelhof, een wijk in Berlijn, samen met Oekraïense krijgsgevangenen. Tijdens een aanval op de fabriek door Russische bommenwerpers vluchtte ze te voet naar Oostenrijk. In latere jaren weigerde Morath om oorlogsfoto's te maken en gaf ze er de voorkeur aan om te werken aan verhalen die de gevolgen van oorlog laten zien.

## Na de oorlog: 1945–1962
Na de oorlog werkte Morath als vertaler en journalist. In 1948 werd ze aangenomen door Warren Trabant voor Heute, het eerste Duitse tijdschrift dat na de oorlog weer verscheen, en werd uitgebracht door de Amerikaanse militaire regering in München. Ze was eerst correspondent in Wenen en later redacteur Oostenrijk. Morath ontmoette fotograaf Ernst Haas in het naoorlogse Wenen en bracht zijn werk onder de aandacht van Trabant. Morath schreef voor Heute de artikelen bij de foto's van Haas. In 1949 werden Morath en Haas door Robert Capa uitgenodigd om zich aan te sluiten bij het nieuw opgerichte Magnum Photos in Parijs, waar Morath begon als redacteur. Het werken met de contactafdrukken die door oprichter Henri Cartier-Bresson naar het kantoor van Magnum werden gestuurd, fascineerde haar. "Ik denk dat ik door zijn manier van fotograferen te bestuderen heb geleerd hoe ik zelf moest fotograferen, nog voordat ik ooit een camera in mijn handen nam."
Morath was kort getrouwd met de Britse journalist Lionel Birch en verhuisde in 1951 naar Londen. Datzelfde jaar begon ze te fotograferen tijdens een bezoek aan Venetië. "Het was me meteen duidelijk dat ik vanaf nu fotograaf zou worden", schreef ze. "Toen ik bleef fotograferen, werd ik heel vrolijk. Ik wist dat ik de dingen die ik wilde zeggen kon uiten door ze vorm te geven via mijn ogen."  Ze solliciteerde naar een leerplaats bij Simon Guttman, die op dat moment redacteur was voor Picture Post en leiding gaf aan het fotoagentschap Report. Nadat Morath enkele maanden als secretaresse van Guttman had gewerkt, kreeg ze de kans om ook foto's te maken. Ze verkocht haar eerste foto's (van premières, tentoonstellingen, inauguraties en dergelijke) onder het pseudoniem "Egni Tharom", haar namen achterstevoren gespeld.
Morath scheidde van Birch en keerde terug naar Parijs met als doel een carrière in de fotografie te realiseren. In 1953, nadat ze haar eerste grote fotoverhaal over de arbeiderspriesters van Parijs aan Capa had gepresenteerd, nodigde hij haar uit om zich bij Magnum aan te sluiten als fotograaf. Haar eerste opdrachten gingen over onderwerpen waarvoor de bekende fotografen van het agentschap geen interesse hadden. Ze ging naar Londen voor een opdracht om de bewoners van Soho en Mayfair te fotograferen. Haar portret van mevrouw Eveleigh Nash, dat voortkwam uit deze opdracht, is een van haar bekendste werken. Op voorstel van Capa werkte Morath in 1953-54 als onderzoeker en assistent voor Cartier-Bresson. In 1955 werd ze uitgenodigd om volwaardig lid te worden van Magnum Photos, als eerste vrouw ooit. Eind jaren 50 reisde Morath veel, en maakte verhalen over Europa, het Midden-Oosten, Afrika, de Verenigde Staten en Zuid-Amerika voor publicaties als Holiday, Paris Match en Vogue. In 1955 publiceerde ze met Robert Delpire de serie Guerre à la Tristesse met foto's over Spanje, gevolgd door de fotoserie De la Perse à l'Iran in 1958. Morath raakte bevriend met kunstenaars en schrijvers, die ze in de jaren 50 fotografeerde voor o.a. het tijdschrift L'Oeil, waaronder Jean Arp en Alberto Giacometti. In 1958 ontmoette ze de kunstenaar Saul Steinberg, met wie ze meerdere jaren samenwerkte bij het maken van portretten van mensen die maskers van Steinberg droegen. Ze was een van de pioniers die als eerste met kleurenfilms werkten.
Net als veel Magnumleden werkte Morath als fotograaf op talloze filmsets. Nadat ze regisseur John Huston had ontmoet toen ze in Londen woonde, fotografeerde ze verschillende van zijn films. Hustons Moulin Rouge (1952) was een van Moraths eerste opdrachten, en haar eerste keer dat ze in een filmstudio werkte. Huston schreef later over Morath dat ze "een hogepriesteres van de fotografie is. Ze heeft het zeldzame vermogen om voorbij de oppervlakte te kijken en te onthullen wat de drijfveer van haar onderwerp is."
Morath werkte opnieuw met Huston in 1960 op de set van The Misfits, een film met Marilyn Monroe, Clark Gable en Montgomery Clift, met een scenario van Arthur Miller. Magnum Photos had exclusieve rechten gekregen om de totstandkoming van de film te fotograferen. Morath en Cartier-Bresson waren de eerste van negen fotografen die op locatie buiten Reno (VS) werkten tijdens het proces. Morath ontmoette Miller (die op dat moment nog getrouwd was met Monroe, maar in 1961 van haar zou scheiden) tijdens het werken aan The Misfits. Ze maakte verschillende foto's van Monroe, zowel alleen als samen met Miller, die een intieme kijk bieden op het leven van de beroemde filmster.

## Latere jaren: 1962–2002
Morath trouwde op 17 februari 1962 met Arthur Miller en verhuisde permanent naar de Verenigde Staten. Het eerste kind van Miller en Morath, Rebecca, werd geboren in september 1962. Het tweede kind van het stel, Daniel, werd in 1966 geboren met het syndroom van Down en werd kort na zijn geboorte opgenomen in een instelling. Rebecca Miller werd filmregisseur, actrice en auteur.
Na hun verhuizing naar de Verenigde Staten werkte Morath aan projecten dichter bij huis, waaronder samen met Miller. Hun eerste samenwerking was het boek In Russia (1969), dat samen met Chinese Encounters (1979) hun reizen en ontmoetingen in de Sovjet-Unie en de Volksrepubliek China beschrijft. In the Country (1977) was een intieme blik op hun directe omgeving. Voor zowel Miller (die een groot deel van zijn leven in New York had gewoond) als Morath (die vanuit Europa naar de VS was gekomen) bood het platteland van Connecticut een nieuwe kennismaking met Amerika. Een ander langetermijnproject was Moraths documentatie van veel van de belangrijkste producties van Millers toneelstukken. Miller prees haar werk met de opmerking: 'Ze maakte een halve eeuw lang poëzie van mensen en plaatsen'.
Enkele van Moraths opvallendste foto's zijn portretten, waaronder zowel geposeerde afbeeldingen van beroemdheden als vluchtige afbeeldingen van anonieme voorbijgangers. Op haar foto's van het huis van Boris Pasternak, de bibliotheek van Poesjkin, het huis van Tsjechov, de slaapkamer van Mao Zedong evenals van kunstenaarsstudio's en begraafplaatsmonumenten probeert ze de geest van de betreffende persoon te vangen. Morath was een multitalent, sprak vele talen, verdiepte zich in de kunst en literatuur van een land waar ze ging fotograferen, en schreef gedurende haar fotografieprojecten lange brieven en vele dagboeken vol. In postume uitgaven zijn haar foto's gepubliceerd in combinatie met deze teksten.
In de jaren 80 en 90 bleef Morath zowel opdrachten als onafhankelijke projecten uitvoeren. De film Copyright by Inge Morath (1992), een documentaire gemaakt door de Duitse filmmaker Sabine Eckhard, was een van de films die werden geselecteerd voor een presentatie van Magnum Films op het Internationale Filmfestival van Berlijn in 2007. Eckhard filmde Morath thuis en in haar studio, en in New York en Parijs met haar collega's, waaronder Cartier-Bresson, Elliott Erwitt en anderen. In 2002 bezocht Morath samen met filmregisseur Regina Strassegger het gebied van haar voorouders langs de grens van Stiermarken en Slovenië. Deze bergachtige regio, ooit onderdeel van het Oostenrijks-Hongaarse Rijk, was vanaf de Tweede Wereldoorlog tot aan 1991 de breuklijn tussen twee botsende ideologieën. Het boek Last Journey (2002) en Strassegers film Grenz.Räume (2002) documenteren Moraths bezoeken aan haar thuisland tijdens de laatste jaren van haar leven.
Morath publiceerde tijdens haar leven meer dan dertig monografieën. Ze stierf op 30 januari 2002 op 78-jarige leeftijd aan kanker.
In 2002 heeft Magnum Photos de Inge Morath Award ingesteld, een jaarlijkse fotografieprijs voor een vrouwelijke fotograaf onder de 30 jaar. In 2003 werd de Inge Morath Foundation opgericht, die de prijs uitreikt en de nalatenschap van Morath beheert.

## Prijzen en onderscheidingen
- 1984 Eredoctoraat in de Schone Kunsten, Universiteit van Connecticut, Hartford, VS
- 1992 Grote Oostenrijkse Staatsprijs voor Fotografie

## Monografieën
- 1955 Guerre à la Tristesse. Delpire, Frankrijk.
- 1956 Fiesta in Pamplona. Universe Books, VS.
- 1956 Venice Observed. Reynal & Co., VS.
- 1958 De la Perse à l'Iran. Robert Delpire, Frankrijk.
- 1960 Bring Forth the Children: A Journey to the Forgotten People of Europe and the Middle East. McGraw-Hill, VS.
- 1967 Le Masque (Drawings by Saul Steinberg). Maeght Editeur, Frankrijk.
- 1969 In Russia. Viking Press, VS.
- 1972 In Russia Penguin, VS.
- 1973 East West Exercises. Simon Walker & Co., VS.
- 1975 Grosse Photographen unserer Zeit: Inge Morath. C.J. Bucher Verlag, Zwitserland.
- 1977 In the Country. Viking Press, VS.
- 1979 Inge Morath: Photographs of China. Grand Rapids Art Museum, VS.
- 1979 Chinese Encounters. with Arthur Miller. Straus & Giroux, VS.
- 1981 Bilder aus Wien: Der Liebe Augustin. Reich Verlag, Zwitserland.
- 1984 Salesman in Beijing. with Arthur Miller. Viking Press, VS.
- 1986 Portraits. Aperture, VS.
- 1991 Russian Journal. Aperture Foundation, VS.
- 1992 Inge Morath: Photographs 1952 to 1992. Otto Müller/Verlag, Oostenrijk.
- 1994 Inge Morath: Spain in the Fifties. Arte con Texto, Spanje.
- 1995 Donau. Müller, Oostenrijk.
- 1996 Woman to Woman. Magnum Photos, Japan.
- 1999 Inge Morath: Portraits. Verlag, Oostenrijk.
- 1999 Arthur Miller: Photographed by Inge Morath. FNAC, Spanje.
- 1999 Inge Morath: Life as a Photographer. Kehayoff Books, Duitsland.
- 2000 Saul Steinberg Masquerade. Viking Studio, VS.
- 2002 New York. Otto Müller/Verlag, Oostenrijk.
- 2003 Inge Morath: Last Journey Prestel, Duitsland
- 2006 The Road to Reno. Steidl, Duitsland.
- 2009 Inge Morath: Iran. Steidl, Duitsland.
- 2009 Inge Morath: First Color. Steidl, Duitsland.
- 2015 History Travels Badly. Fishbar, Londen.
- 2016 Inge Morath: On Style. Abrams, VS.
- 2018 Inge Morath: Magnum Legacy. Prestel, VS.

## Externe Links
- Website Inge Morath
- Klik hier voor een lijst met haar exposities
- Korte video met werk van Inge Morath
- Foto's van Inge Morath op Magnum Photos

- Bibsys: 90070657
- Biblioteca Nacional de España: XX1100598
- Bibliothèque nationale de France: cb123404586 (data)
- CiNii: DA08709667
- Gemeinsame Normdatei: 119073358
- International Standard Name Identifier: 0000 0001 0927 6511
- Library of Congress Control Number: n80131864
- Nationale Bibliotheek van Letland: 000100187
- Bibliotheek van het Japanse parlement: 00524552
- Nationale Bibliotheek van Tsjechië: xx0123284
- Nationale bibliotheek van Australië: 35361642
- Nationale Bibliotheek van Israël: 987007277611605171
- Nationale Bibliotheek van Polen: a0000003147937
- Nationale en Universitaire bibliotheek Zagreb: 000516542
- Nederlandse Thesaurus van Auteursnamen: 070814449
- PIC: 2106
- Réseau des bibliothèques de Suisse occidentale: 02-A003607963
- RKD-Nederlands Instituut voor Kunstgeschiedenis: 240303
- LIBRIS: 319596
- SNAC: w63r1ckw
- Système universitaire de documentation: 032359942
- Museum of New Zealand Te Papa Tongarewa: 5117
- Trove: 925557
- Union List of Artist Names: 500116818
- Virtual International Authority File: 96547289
- WorldCat: E39PBJdx7GFK6YvgvqvTtXxRrq